# Anjou Mária francia királyné
Anjou Mária (franciául: Marie d’Anjou; Angers, 1404. október 14. – Les Châtelliers kolostor, 1463. november 29.), házasságai révén 1422-től 1461-ig francia királyné.

## Származása
Édesapja II. Lajos, Anjou hercege, édesanyja Aragóniai Jolán volt.
Szüleinek házasságából 6 gyermek született, Mária volt a legidősebb leány:
- Lajos (1403–1434) aragón trónkövetelő: (1410–1412), III. Lajos néven címzetes nápolyi király, Anjou hercege.
- Mária
- N. (leány) (1406–fiatalon)
- Renátusz (1409–1480), I. Renátusz néven nápolyi király: (1435–1442), aragón trónkövetelő: (1466–1470)
- Jolán (1412–1440), férje I. Ferenc breton herceg (1414–1450)
- Károly (1414–1473), Maine grófja, Languedoc főkormányzója

## Házassága, gyermekei
1413. december 18-án eljegyezték Károllyal, Ponthieu grófjaval, aki 1417-ben János, Touraine hercege halálával Franciaország dauphinje lett.
1422. április 22-én feleségül ment Károlyhoz, 13 gyermekei született:
1. XI. Lajos (1423–1483), 1461-től francia király;
2. Jean (1425);
3. Radegonde (1425–1445), Ferdinánd osztrák herceg jegyese;
4. Catherine (1428–1446), 1440-től Charles de Charolais, a későbbi Merész Károly burgundi herceg felesége;
5. Jacques (1432–1437)
6. Jolán (1434–1478), 1452-től a későbbi IX. Amadé savoyai herceg felesége, majd férjének 1472-es halála után a Savoyai Hercegség régense;
7. Jeanne (1435–1482), 1452-től a későbbi II. Jean bourboni herceg felesége;
8. Philippe (1436);
9. Marguerite (1437–1438);
10. Jeanne (1438–1446)
11. Marie (1438–1439)
12. Magdolna (1443–1495), 1453-ban V. László magyar király jegyese, 1462-től Foix Gaston vianai herceg, navarrai kormányzó felesége, akinek két gyermeket szült;
13. Charles de France (1446–1472), Normandia és Guyenne hercege.

## Külső hivatkozások
- Bernard Chevalier, « Marie d'Anjou, une reine sans gloire, 1404-1463 », dans Geneviève et Philippe Contamine (dir.), Autour de Marguerite d'Écosse : Reines, princesses et dames du XVe siècle : Actes du colloque de Thouars (23 et 24 mai 1997), Paris, Honoré Champion, coll. « Études d'histoire médiévale » (no 4), 1999 (ISBN 2745301144, présentation en ligne [archive]), p. 81-98.
- Xavier Hélary, « Marie d'Anjou (1404-1463), reine de France », dans Philippe Contamine, Olivier Bouzy et Xavier Hélary (dir.), Jeanne d'Arc : histoire et dictionnaire, Paris, Robert Laffont, 2012 (ISBN 2221109295), p. 847-848.
- Solveig Bourocher, « La reine Marie d’Anjou : commanditaire des travaux du château de Chinon au milieu du XVe siècle ? », Le Moyen Âge, vol. 117, nos 3-4 « Le mécénat féminin en France et en Bourgogne, XVe-XVIe siècles : Nouvelles perspectives », 2011, p. 497-506
- Philippe Contamine: Maria 6). In: Lexikon des Mittelalters. Band 6 (1993), Sp. 277.
- Gerd Treffer: Maria von Anjou.  In: Die Französischen Königinnen. Regensburg 1996, S. 208–211.

## Fordítás
- Ez a szócikk részben vagy egészben  a   Marie d’Anjou című német Wikipédia-szócikk fordításán alapul.  Az eredeti cikk szerkesztőit annak laptörténete sorolja fel. Ez a jelzés csupán a megfogalmazás eredetét és a szerzői jogokat jelzi, nem szolgál a cikkben szereplő információk forrásmegjelöléseként.
- Ez a szócikk részben vagy egészben  a   Marie d’Anjou című francia Wikipédia-szócikk fordításán alapul.  Az eredeti cikk szerkesztőit annak laptörténete sorolja fel. Ez a jelzés csupán a megfogalmazás eredetét és a szerzői jogokat jelzi, nem szolgál a cikkben szereplő információk forrásmegjelöléseként.